# Stróża (góra)
Stróża (niem. Wach Berg, 636 m n.p.m.) – góra w Sudetach Środkowych, w Grzbiecie Zachodnim Gór Bardzkich.
Jest to góra o kopulastym i podłużnym wierzchołku z niewyraźnie zaznaczonym szczytem, w grzbiecie zamykającym od południa Kotlinę Żdanowa. Od Stróży odchodzi na południe boczny grzbiet z masywem Kortunału.
Na południowym zboczu góry ma swoje źródła górski potok Jaśnica, lewy dopływ Nysy Kłodzkiej.
Wzniesienie zbudowane jest z dolnokarbońskich szarogłazów, zlepieńców i łupków ilastych oraz dewońskich łupków kwarcowych i lidytów struktury bardzkiej.
Jest porośnięta lasem regla dolnego. Północno-wschodnim zboczem poniżej szczytu na wysokości 620 m n.p.m. przechodzi podrzędna droga ze Żdanowa do Przełęczy Srebrnej.
Przez Stróżę przechodziła granica między Śląskiem a Czechami (ziemią kłodzką).